# Hybosida lucida
Hybosida lucida là một loài nhện trong họ Palpimanidae. Loài này được phát hiện ở Seychelles.